# Fritz Nathan (Architekt)
Fritz Nathan (* 14. April 1891 in Bingen; † 3. November 1960 in New York City) war ein deutscher Architekt jüdischer Herkunft, der ab 1940 in den USA lebte und wirkte.

## Leben und Werk
Fritz Nathan wurde als Sohn des Weinhändlers Jacob Nathan und dessen Frau Sara, geborene Freiberg, in Bingen am Rhein geboren. Er studierte 1909–1914 Architektur an der Technischen Hochschule Darmstadt und der Technischen Hochschule München. Einer seiner Lehrer in München war Theodor Fischer. Nach dem Studium schlug er die Beamtenlaufbahn ein und begann ein Referendariat, außerdem nahm er eine Nebentätigkeit als Lehrer an der Hessischen Baugewerk- und Gewerbeschule Bingen auf. 1915–1918 nahm er als Soldat am Ersten Weltkrieg teil. Zwei Jahre nach Kriegsende absolvierte er das 2. Staatsexamen für das Höhere Baufach und wurde zum Regierungsbaumeister (Assessor) ernannt. Er entschied sich jedoch gegen eine weitere Karriere als Baubeamter und zog nach Berlin, wo er als Mitarbeiter von Alexander Beer an der Planung des Ehrenfriedhofs gefallener jüdischer Soldaten auf dem Jüdischen Friedhof Berlin-Weißensee mitwirkte. Weitere Projekte in Berlin galten dem Um- und Ausbau von Wohnungen, Fabriken, Kaufhäusern und Ladengeschäften. 1922 wurde Nathan in den Bund Deutscher Architekten berufen. Im selben Jahr ließ er sich in Frankfurt am Main nieder, wo er ein eigenes Büro gründete und 1924 den aus Offenbach am Main stammenden Architekten Carl Müller als festen Mitarbeiter einstellte. 1927 heiratete er Lucie Mayer, die Tochter eines Weinhändler-Ehepaars aus Cochem. Aus der Ehe ging die 1935 geborene Tochter Doris Nathan hervor.

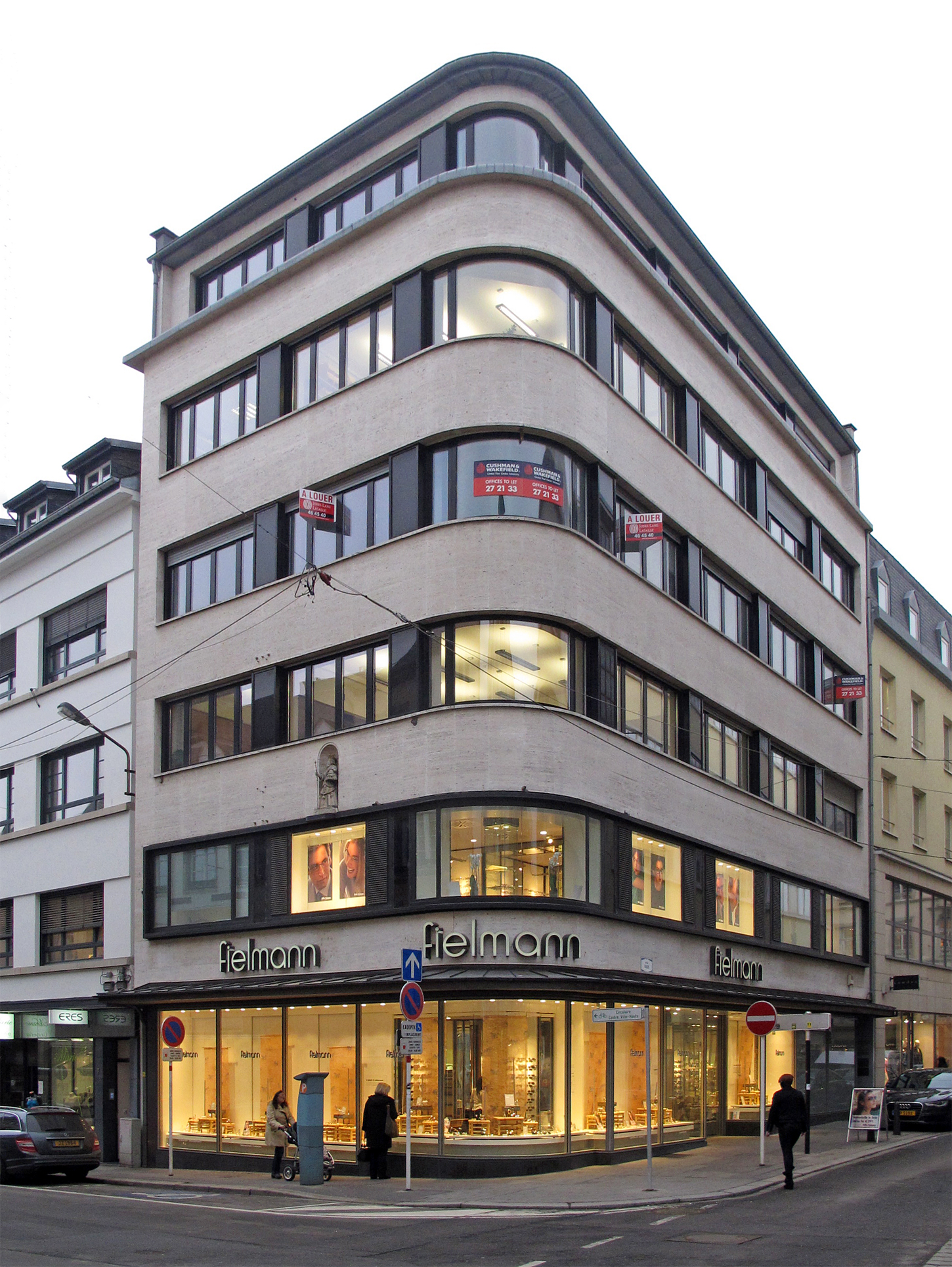
Geschäftshaus (Bauherr: Hertz-Grünstein) in Luxemburg, 2 Rue du Fossé, von Fritz Nathan, 1933 (Foto: 2013)

Nathan stand zunächst der Reformarchitektur nahe, ehe er sich ab Mitte der 1920er Jahre dem Neuen Bauen zuwandte. Mit dem Neuen Jüdischen Friedhof in Frankfurt am Main (1928–1929) verwirklichte er ein Hauptwerk der Sakralbaukunst der frühen Moderne und leistete so seinen wichtigsten Beitrag zum Neuen Frankfurt. Auch in anderen Städten trat er durch moderne Bauten hervor. In Mannheim schuf er das erste Hochhaus der Stadt als Teil eines Geschäftshauskomplexes, bestehend aus dem Sitz der Samt und Seide GmbH (1926–1927), dem Deutschen Beamtenwarenhaus (DEBEWA, 1928–1929) und dem Kino „Universum“ (1928–1929). Der signifikante Turmbau aus Glas und Stahl brachte ihm den Vergleich mit Erich Mendelsohns Kaufhaus Schocken in Stuttgart ein. Weitere herausragende Werke sind die Zigarrenfabrik Hochherr in Heidelberg (1927–1929), das Kaufhaus Wronker in Hanau (1928–1929), für das er mit Max Wronker kooperierte, das Israelitische Altersheim in Mannheim (1928–1931), das Kaufhaus Löwenthal in Aschaffenburg (1929–1930) wie das fünfgeschossige Eck- und Geschäftshaus Hertz-Grünstein in Luxemburg (2 Rue du Fossé, 1932–1933).
1933 beendete die Machtübernahme der Nationalsozialisten die Karriere des jüdischen Architekten. Er konnte als Jude nicht Mitglied der Reichskulturkammer sein, in den sowohl der Deutsche Werkbund als auch der Bund Deutscher Architekten durch die Gleichschaltung aufgingen, und somit nicht länger selbständig tätig sein. Unter erschwerten Bedingungen arbeitete er dennoch weiter und war noch mehrfach für jüdische Auftraggeber tätig. Ein wichtiges Werk in dieser Zeit ist der Jüdische Friedhof in Stuttgart-Bad Cannstatt (1935–1938). Das Israelitische Altersheim in Mannheim baute er für ein Krankenhaus aus (1935–1936), nachdem die gleichgeschaltete Stadtverwaltung das alte jüdische Hospital zum Abbruch freigegeben hatte. In Offenbach am Main plante er eine jüdische Schule (1934–1937), die notwendig wurde, weil jüdischen Kindern der Besuch öffentlicher Schulen verboten wurde. In Konstanz setzte er 1937 die Synagoge instand, die am 1. November 1936 von NS-Schergen in Brand gesetzt worden war.
Im September 1938 emigrierte Nathan mit Frau und Tochter in die Niederlande. In Amsterdam wartete er über ein Jahr auf das Visum in die USA. Erst im Februar 1940 erreichte er mit seiner Familie New York City, wo nicht nur sein Bruder, der bereits 1933 emigrierte Nationalökonom Otto Nathan, sondern inzwischen auch die Eltern lebten, die 1939 aus Deutschland geflohen waren.

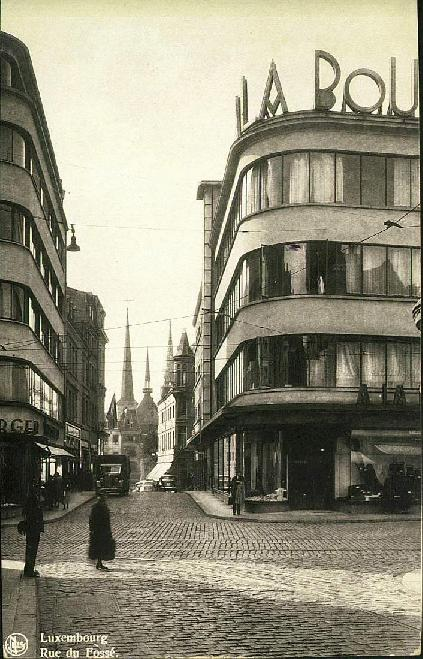
Luxemburg – Rue Grand Ecken Rue du Fossé: rechts das 4-geschossige Geschäftshaus von Léon Leclerc (1934), der mit seiner Ecklösung auf das 1933 gebaute Geschäftshaus von Fritz Nathan Bezug nimmt (im Bild links, Foto: um 1950).

Nathan entwickelte sich zum gefragten Architekten jüdischer Gemeinden in den USA. Der Durchbruch gelang ihm mit der 1950 erbauten Synagoge für die Congregation Sons of Israel in Woodmere (NY) und dem 1953–1957 ausgeführten Jewish Community Center in White Plains (NY). 1951 wurde er in den Fachbeirat der Union of American Hebrew Congregations berufen. Außerdem betätigte er sich erfolgreich im Gewerbe- und Industriebau. 1949 machte er mit dem Einzelhandelsgeschäft Bernath & Co. in New York City auf sich aufmerksam; mehrfach arbeitete er für die Hunter Douglas Corporation und Hartz Mountain Products Co. Seine beiden reifsten Werke auf US-amerikanischem Boden sind die Synagoge Mishkan Israel in Hamden (CT) (1956–1960) und das erst nach seinem Tod vollendete Gemeindezentrum B´Nai Jacob in Woodbridge (CT) (1957–1961). Auf dem Höhepunkt seiner zweiten Karriere erlag er am 3. November 1960 im Alter von 69 Jahren einem Krebsleiden. Sein Nachlass befindet sich im Leo Baeck Institut in New York.

### Nathans Bauten heute

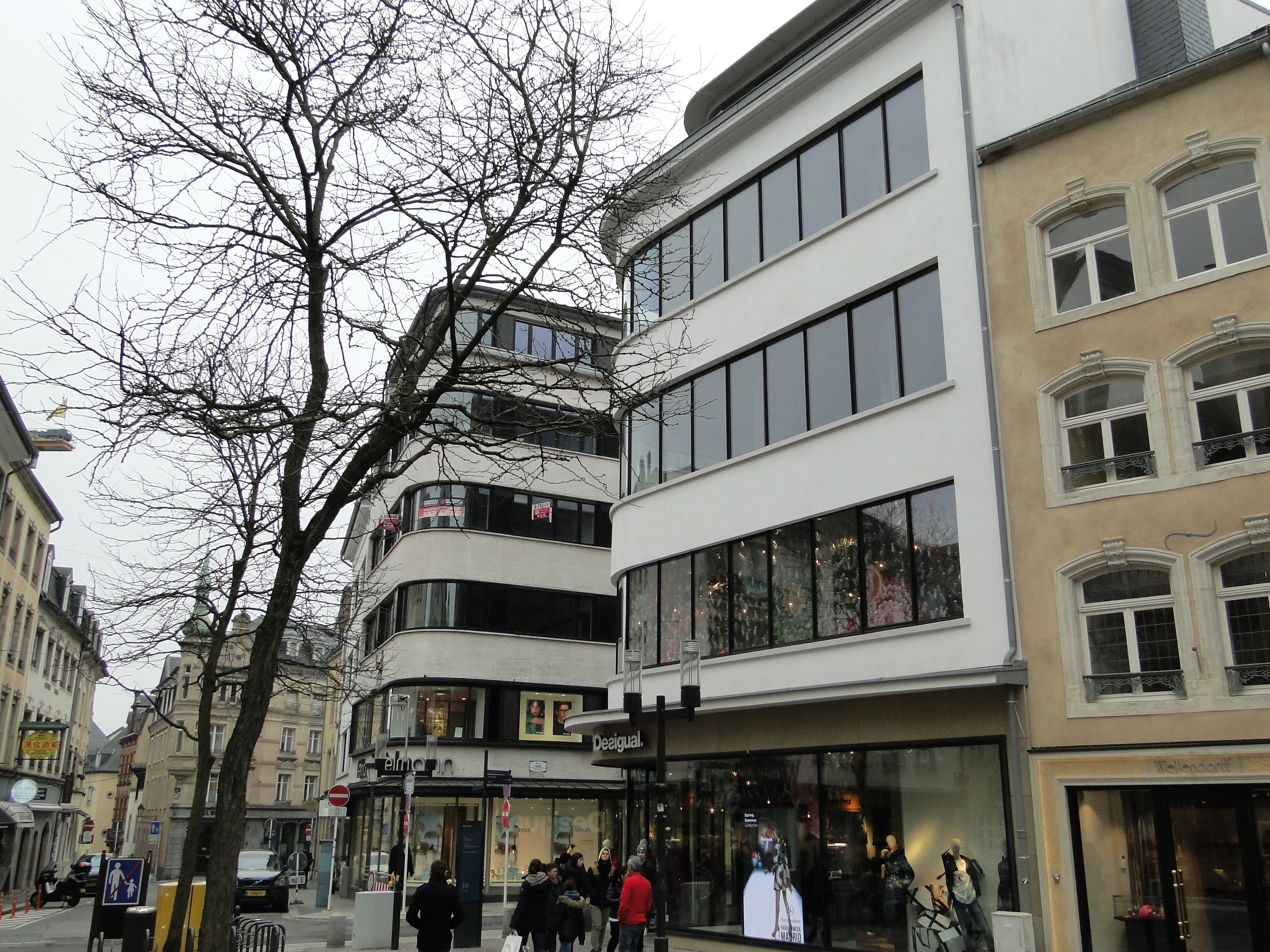
Luxemburg – Rue Grand Ecken Rue du Fossé: rechts das 4-geschossige Geschäftshaus von Léon Leclerc, links das 5-geschossige Geschäftshaus von Fritz Nathan (Foto: 2015).

In Deutschland sind nur wenige Bauten des Architekten erhalten: die jüdischen Friedhöfe in Frankfurt am Main und Stuttgart-Bad Cannstatt, die ehemalige Zigarrenfabrik Hochherr sowie eine kleine Zahl von Wohnhäusern (in Frankfurt am Main z. B. Cronstettenstraße 14, Georg-Speyer-Straße 63, Kennedyallee 49 und Zeppelinstraße 89). Auch das Geschäftshaus in Luxemburg (2 Rue du Fossé – Ecke Grand-Rue) existiert noch.
Andere Bauten gingen in der Kriegs- und Nachkriegszeit verloren, wie die Kaufhäuser in Hanau und Aschaffenburg sowie die Mannheimer Geschäftshausgruppe, die 1967 einem Neubau des Horten-Konzerns weichen musste. Das Israelitische Altersheim in Mannheim, das zuletzt als städtisches Altersheim (Pauline-Maier-Heim) genutzt worden war, wurde 2010 zugunsten einer Wohnanlage abgebrochen. Unter den Synagogen Nathans in den USA muss das Jewish Community Center in White Plains aufgrund des 2012 erfolgten Umbaus für die Congregation Kol Ami als Verlust eines weiteren wichtigen Werks verbucht werden.